# Alexander Downer
Alexander John Gosse Downer (ur. 9 września 1951 w Adelaide) – australijski polityk Partii Liberalnej, minister spraw zagranicznych Australii od marca 1996 do grudnia 2007.

## Życiorys
Jego ojciec, Sir Alexander „Alec” Downer, był członkiem parlamentu australijskiego w latach 1949–1964 a później Wysokim Komisarzem w Londynie.
Ukończył szkołę w Adelaide oraz University of Newcastle w Wielkiej Brytanii. Wstąpił do Australijskiej Służby Dyplomatycznej, gdzie pracował do 1982. Później pracował jako radca prawny liberalnego premiera Malcolma Frasera. W 1984 został wybrany do parlamentu federalnego jako liberalny członek okręgu wyborczego Mayo. W tym czasie liberałowie byli w opozycji od 1983 do 1996. W 1993 roku został Shadow Treasurer (minister finansów w gabinecie cieni). Kiedy w 1993 roku liberałowie ponownie przegrali wybory na rzecz partii Paula Keatinga, Downer był wymieniany jako jeden z następców przewodniczącego partii. W maju 1994 roku został wybrany przywódcą opozycji po rezygnacji dr Johna Hewsona. Zrezygnował z funkcji w styczniu 1995 roku, a jego miejsce zajął John Howard. Po wygranych wyborach parlamentarnych w marcu 1996 roku, Downer został mianowany przez premiera Howarda ministrem spraw zagranicznych w jego rządzie.